# توم كيج
توم كيج (بالإنجليزية: Tom Gage)‏ هو منافس ألعاب قوى أمريكي، ولد في 16 مايو 1943 في إثاكا في الولايات المتحدة، وتوفي في 15 يوليو 2010 في بيلينغز في الولايات المتحدة.

## وصلات خارجية
- توم كيج على موقع أوليمبيديا (الإنجليزية)